# فولکس‌واگن آی.دی. باز
فولکس‌واگن آی.دی. باز (انگلیسی: Volkswagen I.D. Buzz) یکی از محصولات شرکت فولکس واگن است که در سال ۲۰۱۷ میلادی در نمایشگاه بین‌المللی خودروی آمریکای شمالی معرفی شد. یک خودروی تولیدی بر اساس این کانسپت قرار است در سال ۲۰۲۲ عرضه شود. این خورو که روی پلتفرم MEB پیاده شده قرار است یکی از پنج مدل جدید تجاری فولکس واگن در آینده باشد.